# Varacosa avara
Varacosa avara är en spindelart som först beskrevs av Eugen von Keyserling 1877.  Varacosa avara ingår i släktet Varacosa och familjen vargspindlar. Inga underarter finns listade i Catalogue of Life.